# 제레미 스펜서
제레미 스펜서(Jeremy Spencer, 1948년 7월 4일 ~ )는 플리트우드 맥의 원년 멤버 기타리스트로 잘 알려진, 잉글랜드의 블루스·로큰롤 음악가이다.